# Сорбо Серпико
Со̀рбо Сѐрпико (на италиански: Sorbo Serpico) е село и община в Южна Италия, провинция Авелино, регион Кампания. Разположено е на 500 m надморска височина. Населението на общината е 597 души (към 2010 г.).